# (9051) 1991 UG3
A (9051) 1991 UG3 a Naprendszer kisbolygóövében található aszteroida. Seiji Ueda és Hiroshi Kaneda fedezte fel 1991. október 31-én.